# Denis Davidov
Denis Vasiljevič Davidov (rus. Дени́с Васи́льевич Давы́дов), Moskva, Rusko Carstvo, 16. srpnja (27. srpnja) 1784. – Gornja Maza, Sizranski kotar, Simbirska gubernija, 22. travnja (4. svibnja) 1839.; ideolog i jedan od zapovjednika partizanskog pokreta za vrijeme domovinskog rata 1812., general pukovnik; ruski pjesnik, najznačajniji predstavnik tzv. "husarske poezije".